# Amédée Jérôme Langlois
Pour les articles homonymes, voir Langlois.
 (décembre 2019).
Si vous disposez d'ouvrages ou d'articles de référence ou si vous connaissez des sites web de qualité traitant du thème abordé ici, merci de compléter l'article en donnant les références utiles à sa vérifiabilité et en les liant à la section « Notes et références ».
Amédée Jérôme Langlois, né le 7 janvier 1819 à Paris et mort le 25 septembre 1902 à Paris, est un officier de marine, journaliste et homme politique français.

## Biographie
Il est le fils du peintre Jérôme-Martin Langlois.
Il sera élu à la Chambre des députés de 1871 à 1876 dans la Seine, et de 1876 à 1885 en Seine-et-Oise. Il est l'un des 363 opposants au ministère de Broglie.
Il est l'ami puis exécuteur testamentaire de Proudhon.

## Œuvres
- L'homme et la révolution : huit études dédiées à Pierre-Joseph Proudhon. T. 1, La certitude. Le droit. La justice. L'égalité, Paris, Éd. Germer Baillière, coll. «Bibliothèque de philosophie contemporaine», 1867.
- L'homme et la révolution : huit études dédiées à Pierre-Joseph Proudhon. T. 2, Le travailleur. La femme. La mutualité. L'égal-échange, Paris, Éd. Germer Baillière, coll. «Bibliothèque de philosophie contemporaine», 1867.